# Post für den Tiger
Post für den Tiger (Die Geschichte, wie der kleine Bär und der kleine Tiger die Briefpost, die Luftpost und das Telefon erfinden) ist der Buchtitel einer illustrierten Kindergeschichte von Janosch. Das Buch erschien erstmals 1980.

## Handlung
In Post für den Tiger erzählt Janosch, wie der kleine Tiger und der kleine Bär die Post und das Telefon erfinden.
Als der kleine Bär zum Fischen geht, bemerkt der kleine Tiger, der zu Hause geblieben ist, dass er sehr alleine ist und sich sehr einsam fühlt. Er hat deswegen auch keine Lust, Kartoffeln zu schälen, zu fegen oder die Blumen zu gießen. Um dies zu ändern, soll der kleine Bär ihm vom Fluss aus einen Brief schreiben. Da der Bär den Brief zwar schreibt, aber doch abends erst nach Hause mitbringt, muss der Tiger wieder einen einsamen Tag erleben. Deswegen beschließen der Tiger und der Bär, den Brief beim nächsten Mal durch einen Boten zu schicken.
Dies ist zunächst nicht ganz einfach, weil niemand Zeit hat, den Postboten zu spielen. Die Maus ist zu klein, der Fisch hört vielleicht nicht gut, Fuchs und Gans sind wegen einer Beerdigung zu beschäftigt und der Elefant schläft. Endlich kommt ein Hase vorbei, der diese Aufgabe gerne übernimmt. Er bringt dem Tiger den Brief und dieser hat nun wieder Lust, Kartoffeln zu kochen und zu fegen, weil er sich plötzlich gar nicht mehr einsam fühlt.
Am nächsten Tag machen der Tiger und der Bär es umgekehrt: der Tiger sammelt im Wald Pilze und schickt dem Bären einen Brief nach Hause. Bald wollen aber alle Tiere im Wald an ihre Freunde Briefe schreiben, so dass schließlich das Briefsystem entsteht.
Nach einiger Zeit bemerkt der Tiger allerdings, dass Briefe schreiben und bekommen nicht mehr ausreicht; deswegen erfinden der Tiger und der Bär auch noch das Telefon, indem sie mit Hilfe der Maulwürfe Schläuche durch den Wald legen lassen. Nur der Elefant kann nicht nach Hause telefonieren, aber wenigstens übernimmt die Brieftaube die Luftpost nach Afrika.
Der kleine Tiger und der kleine Bär aber sind sehr zufrieden und freuen sich über ihre Erfindungen und über das Leben, das „ganz unheimlich und schön“ ist.

## Hörspiele
Zu diesem Buch sind verschiedene Hörspiele erschienen, u. a. mit Franz David Baumann oder auch mit Günther Jauch als Sprecher.

## Trivia
- Der kleine Tiger kann hier lesen und schreiben, was er in Oh, wie schön ist Panama noch nicht konnte.

## Auszeichnungen
- 1984: Holländischer Jugendbuchpreis Zilveren Griffel für Post für den Tiger.
- 1984: Banff World Television Festival: Special Jury Award für Post für den Tiger in der Sendung mit der Maus.

## Übersetzungen
- Posta per la tigre. Piemme, Italia 1999, ISBN 978-88-384-9291-4. (Italienisch)